# Lapeirousia oreogena
Lapeirousia oreogena là một loài thực vật có hoa trong họ Diên vĩ. Loài này được Schltr. ex Goldblatt miêu tả khoa học đầu tiên năm 1972.